# Челябинская угольная компания
АО «Челябинская угольная компания» — закрывшееся горнодобывающее предприятие в Коркинском муниципальном районе, Россия, занимавшееся эксплуатацией Коркинского угольного разреза.

## История
1931 году обнаружен пласт угля мощностью до 200 метров, на тот момент он являлся крупнейшим в стране.
1932 году началось строительство Коркинского угольного разреза мощностью 800 тысяч тонн угля в год. 1 августа 1934 года разрез был сдан в эксплуатацию. Сначала работы велись вручную, потом стали производить взрывы.
1936 году состоялся крупнейший взрыв, который выбросил около миллиона кубометров породы.
1939 году был введён в действие разрез № 2. Добыча угля возросла с 700 тысяч тонн в 1938-м, до 2 миллионов тонн в 1940 году.
1941 год — начал работать разрез № 3.
Годы войны основной упор был сделан на открытый способ добычи, как самый экономически эффективный и позволяющий наращивать объемы добычи.
1943 году горняки увеличили добычу на 2 миллиона 215 тысяч тонн. Вступает в строй разрез № 5.
1970 год — все шахты и разрезы перешли в прямое подчинение комбинату «Челябинскуголь».
2002 год — образовано ОАО «Челябинская угольная компания», выкупившее активы обанкроченного ОАО «Челябинскуголь».
2016 год — банкротство компании в результате массового закрытия шахт.
2017 год — на сайте компании появилось объявление об окончательном прекращении работ и переходе лицензии на право недропользования ООО «Промрекультивация».